# Je te veux

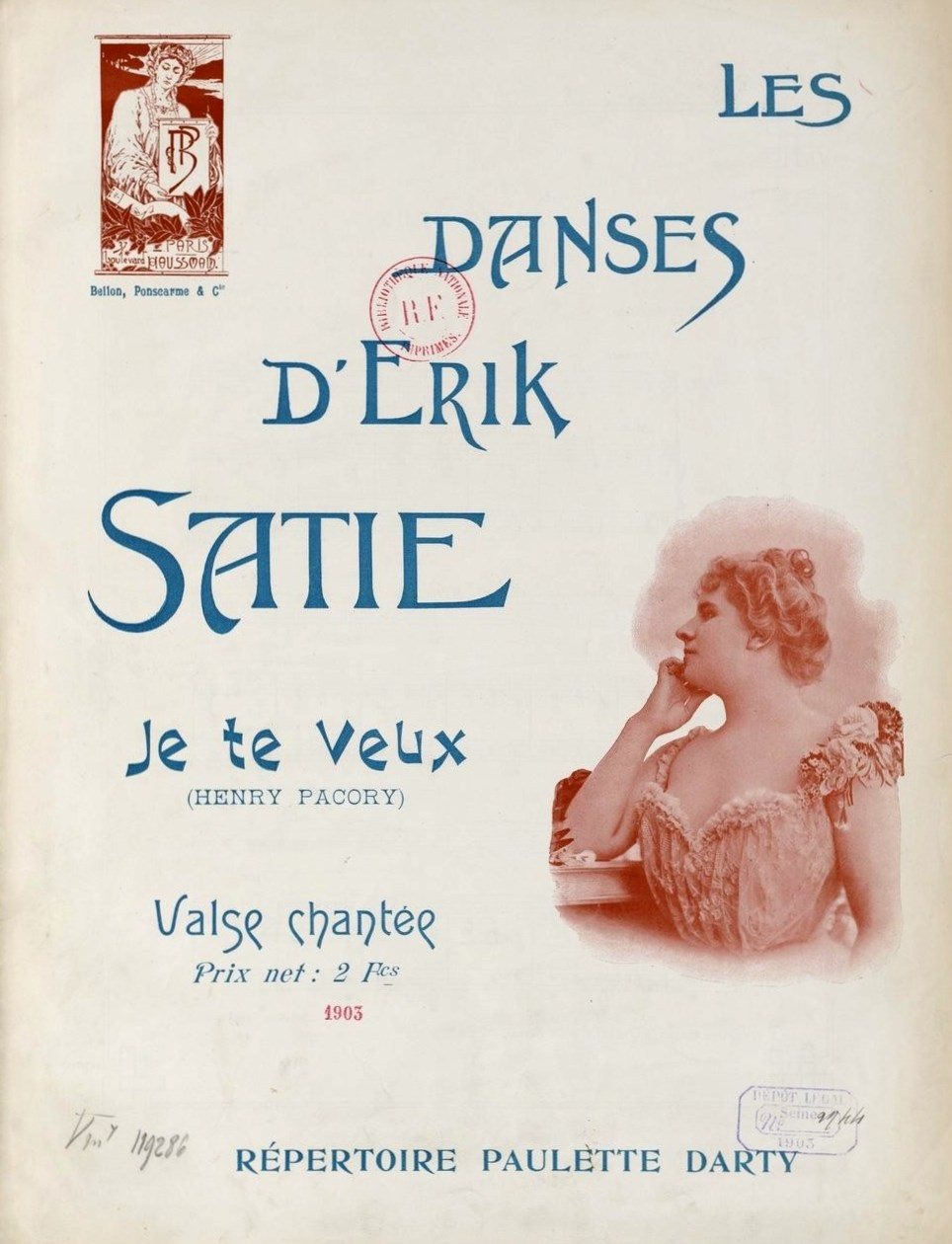
Titelbild der Notenausgabe von 1903

Je te veux (dt.: Ich will dich) ist ein Chanson und Walzerlied des französischen Komponisten Erik Satie und des Schriftstellers Henry Pacory. In seiner ursprünglichen Version besteht es aus einer Singstimme mit Klavierbegleitung, aus der Hand des Komponisten existieren aber auch Fassungen für Blasorchester mit Streichern sowie für volles Orchester, wobei in letzterer Version noch ein Trio hinzukam. Das Chanson war zu Beginn des 20. Jahrhunderts populär und findet sich auch heute noch im Repertoire namhafter Interpretinnen.

## Form und Inhalt
Je te veux ist ein typisches Strophenlied in Form eines Walzers: Nach einer knappen Einleitung wird der Refrain des Liedes präsentiert. Nach zwei Strophen und jeweils nachgelagertem Refrain endet das Lied mit einem kurzen Klaviernachspiel. Das Chanson steht durchgängig in der Tonart C-Dur, als Tempo ist modéré (d. h. moderato bzw. gemäßigt) vorgegeben.
Das weibliche lyrische Ich wendet sich an einen Liebhaber, dessen Geliebte sie sein möchte. Sie erträumt sich einen gemeinsamen glücklichen Moment in der Zukunft. Der Wunsch, der sich schon im Titel des Liedes andeutet, wird in der 1. Strophe intensiviert: Seine Lippen und sein Körper sollen ihr gehören, zugleich vermacht sie ihm ihr Herz und all ihr Fleisch. In der 2. Strophe bekundet die Geliebte, dass sie in seinen Augen das göttliche Versprechen sehe, einen feurigen Liebestraum, in dem beide ihre Seelen austauschen können.

## Entstehung und Rezeption
Der genaue Entstehungszeitpunkt ist unklar, möglicherweise hatte Satie das Stück bereits 1897 zu Papier gebracht. Bei der SACEM wurde es am 26. November 1902 registriert. In den darauffolgenden Jahren entwickelte es sich durch Paulette Darty zu einem ausgesprochenen Erfolg in ganz Frankreich.
Aufnahmen des Liedes existieren u. a. von Elly Ameling, Jessye Norman oder Patricia Petibon. Auch die Variante für Klavier solo finden sich auf zahlreichen Tonträgern, etwa in den Einspielungen von Jean-Yves Thibaudet, Yūji Takahashi oder Olga Scheps.